# Выборы в Европейский парламент в Люксембурге (2024)
Выборы в Европейский парламент в Люксембурге прошли 9 июня 2024 года в рамках общеевропейских выборов. На них избирались 6 депутатов люксембургской делегации. Они стали десятыми выборами в Европарламент в стране и первыми европейскими выборами после выхода Великобритании из Европейского союза (Brexit). 

## Предвыборная обстановка
Наряду с Кипром и Мальтой Люксембург является самым маленьким избирательным округом, избирающим 6 членов Европейского парламента. На европейском уровне Европейский союз столкнулся с замедлением экономики, недовольством в сельских районах, изменением климата и иммиграцией. Опросы предсказывали, что правая фракция Европейского парламента Патриоты за Европу может стать третьей по величине группой в Европейском парламенте.. 
На последних парламентских выборах 2023 года, Христианско-социальная народная партия снова одержала победу, в то время как коалиция премьер-министра Ксавье Беттеля потеряла абсолютное большинство мест из-за падения партии Зелёных, которые не смогли компенсировать успехи Демократической партии Беттеля и Люксембургской социалистической рабочей партии. После десяти лет оппозиции лидер Люк Фриден стал премьер-министром 17 ноября, возглавив коалиционное правительство с Демократической партией.

## Результаты
Альтернативная демократических партия реформ впервые получила место на выборах в Европейский союз.
|                                     | Христианско-социальная народная партия         | 317 334   | 22,9    | 2 | 0  |
|                                     | Люксембургская социалистическая рабочая партия | 300 879   | 21,7    | 1 | 0  |
|                                     | Демократическая партия                         | 253 344   | 18,3    | 1 | -1 |
|                                     | Зелёные                                        | 162 955   | 11,8    | 1 | 0  |
|                                     | Альтернативная демократических партия реформ   | 162 849   | 11,8    | 1 | +1 |
|                                     | Пиратская партия                               | 68 085    | 4,92    | 0 | 0  |
|                                     | Левые                                          | 43 701    | 3,15    | 0 | 0  |
|                                     | Фокус                                          | 22 222    | 1,60    | 0 | 0  |
|                                     | Вольт Люксембург                               | 14 348    | 1,04    | 0 | 0  |
|                                     | Коммунистическая партия Люксембурга            | 13 368    | 0,97    | 0 | 0  |
|                                     | Мы, народ                                      | 11 838    | 0,85    | 0 | 0  |
|                                     | Консерваторы                                   | 8 044     | 0,58    | 0 | 0  |
|                                     | Вместе — Мост                                  | 6 172     | 0,45    | 0 | 0  |
|                                     | Всего голосов                                  | 1 385 139 | 100,00  | 6 | 0  |
|                                     | Действительные бюллетени                       | 238 771   | 90,85   |   |    |
|                                     | Недействительные/Пустые бюллетени              | 24 058    | 9,15    |   |    |
|                                     | Всего                                          | 262 829   | 100,00  | 6 | 0  |
|                                     | Зарегистрированных избирателей/Явка            | 319 410   | 82,29 % |   |    |
| Источники: Government of Luxembourg |                                                |           |         |   |    |